# The International History Review
The International History Review ist eine seit 1979 zunächst quartalsweise erscheinende historische Fachzeitschrift zur Geschichte der internationalen Beziehungen mit Schwerpunkten auf den Themen Diplomatie, Handel, Kriegsführung, Revolution, Imperialismus, Kultur, Gesellschaft, Mentalitäten, Kommunikation und Systemen von der antiken Welt bis zum Golfkrieg. Seit 2013 erscheinen je 5 Ausgaben pro Jahr.